# Форт-Кавасос
Форт-Кавасос (англ. Fort Cavazos) — одна из главных военных баз армии США, расположена около города Киллин (Техас). Общая численность базы — 53 416 человек (по данным переписи 2010 года). Форт назван в честь генерала Ричарда Э. Кавасоса, коренного техасца (мексиканоамериканец) и первого испаноязычного четырёхзвездного генерала армии США. 
Форт ранее носил имя генерала Армии КША Джона Белла Худа Форт-Худ (англ. Fort Hood).

## Воинские части, дислоцированные на базе
- штаб 3-го бронетанкового корпуса
- 1-я кавалерийская дивизия
- 3-й кавалерийский полк

## Происшествия на базе

### Массовое убийство на базе Форт-Худ 5 ноября 2009 года
Массовое убийство, в результате которого погибло 13 человек и было ранено 30, было совершено у медицинского центра для освидетельствования военнослужащих перед отправкой на заокеанские театры военных действий (Афганистан, Ирак), примерно в 13:30 по местному времени. Выходец из Иордании (родившийся в США) военный психиатр Нидал Хасан (мусульманин по вероисповеданию), неоднократно высказывавший недовольство относительно иракской и афганской кампаний США среди сослуживцев, открыл огонь по безоружным сослуживцам. Судя по всему, атака убийцы вызвала неразбериху и панику на базе, и военные не исключали, что некоторые пострадавшие попали под перекрёстный огонь. Убийца был признан вменяемым и приговорен к смертной казни, срок исполнения наказания не определён.

### Массовое убийство на базе Форт-Худ 2 апреля 2014 года
2 апреля 2014 на базе произошла перестрелка, были убиты четыре человека, включая стрелявшего, и 16 получили ранения. Стрелок, Айвен Лопес (Ivan Lopez), застрелился во время перестрелки. Лопес прежде участвовал в боевых операциях и ранее проходил лечение от посттравматического стрессового расстройства (ПТСР).
Восемь случаев смерти военных Форт-Худа за полгода, в 2020 году; часть из них, как утверждается, покончили с жизнью самостоятельно или в результате несчастного случая.

## Галерея

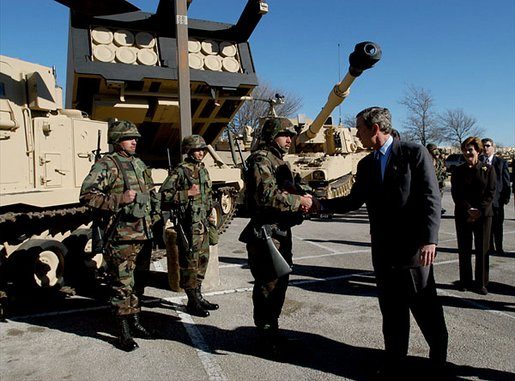
Президент Джордж Буш-младший во время визита в Форт Худ. (2003)
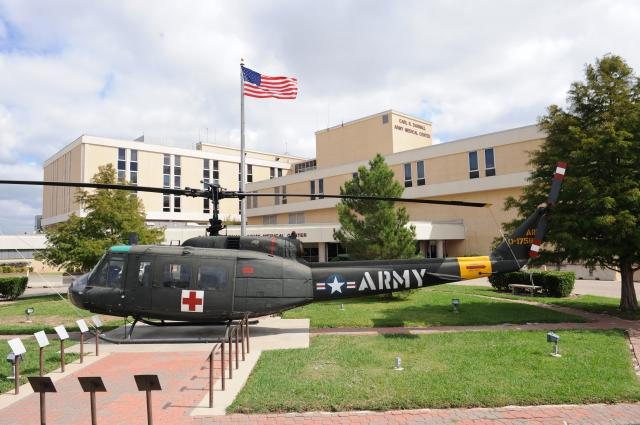
Госпиталь Дарналл, Форт Худ
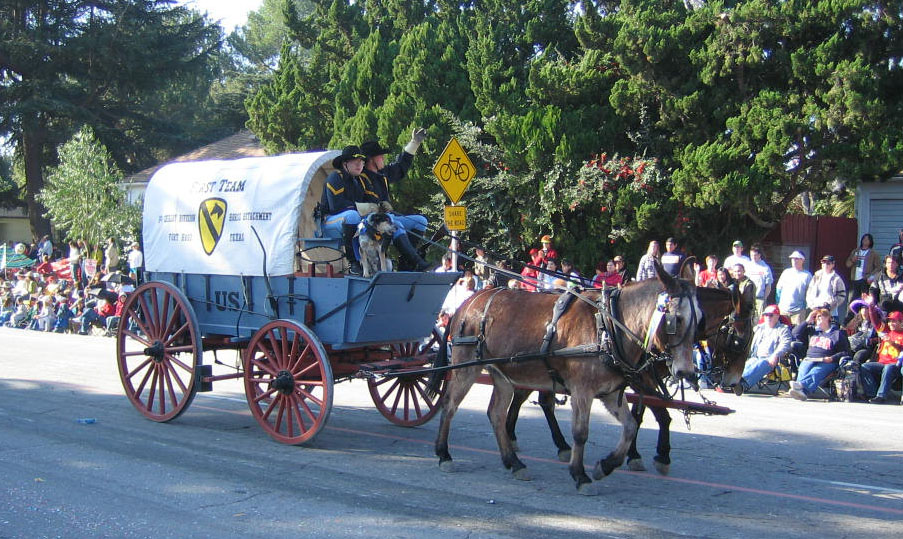
Повозка 1-й кавалерийской дивизии во время парада в 2007 году